# Fourfeldtskolen Bohr
Fourfeldtskolen er en folkeskoleafdeling i den vestlige del af Esbjerg i bydelen Fovrfeld. Skolen blev opført i 1969 af Guldager Kommune som Fourfeldtskolen. I forbindelse med kommunalreformen i 1970 blev skolen overdraget til Esbjerg Kommune.
I en årrække lå forløberen til Esbjerg Gymnasium på skolen til de nye bygninger i Kvaglund stod klar.

## Afdelingen
I forbindelse med den organisatoriske omlægning af hele folkeskoleområdet i Esbjerg Kommune blev skolen i august 2015 til en afdeling af Bohrskolen. Skolens navn ændredes officielt og administrativt til Fourfeldtskolen Bohr, mens den i folkemunde stadig kaldes Fourfeldtskolen.
I 2024 skete der en organisatorisk omlægning, hvilket betød at de tidligere skoledistrikter blev nedlagt så Fourfeldtskolen igen blev en selvstændig skole og hedder igen Fourfeldtskolen.

## Antal elever
Skolen har i 2019 ca. 750 elever og er 3-sporet i 0. - 9. klasse med undtagelse af 8, som er 4-sporet. 

## Opbygning
Skolens klassetrin er opdelt i fem pavilloner og en idrætsbygning.

### Pavillon 1
Pavillon 1 er den største. Den huser 0-3 klasserne samt skolens SFO. Pavillonen har sin egen skolegård, som ligeledes er den største.

### Pavillon 2-4
Pavillon 2-4 er alle opbygget på samme måde. De har alle deres egen skolegård.

### Pavillon 5
Pavillon 5 er for de ældste elever. Pavillonen er opbygget på samme måde som de andre, men har ikke sin egen skolegård. På den anden side af pavillonen ligger skolens sportsarealer.

### Bibliotek
Det nuværende bibliotek blev tilbygget i 2003. Biblioteket ligger mellem pavillon 3 og 4. Bygningen har store glasruder og metalstolper.

### Idrætsbygning
Idrætsbygningen har to idrætshaller og en svømmehal. Den største af idrætshallerne har en teaterscene. Sportsfaciliteterne bliver jævnligt brugt af Sædding-Guldager Idrætsforening.

### Boksekælder
Kælderen har siden 1978 huset Esbjerg bokse- og brydeklub, der i 2001 skiftede navn til EBBK.

## Tidslinje
- Februar 1969: Byggeriet påbegyndes[8]
- 12. august 1969: 1. etape ibrugtages[1]
- 10. august 1970: Esbjerg Kommunale Gymnasium opstartes på Fourfeldtskolen[9]
- 11. maj 1973: Skolen står færdig og indvies officielt[10]
- 10. november 1978: Bokseklubben i kælderen indvies[6]
- 23. februar 2002: Rejsegilde på skolens udbygning[11]
- August 2015: Skoleåret starter med navnet Fourfeldtskolen Bohr[4]